# Prambanan
Prambanan je najveći hinduistički hramski kompleks u Indoneziji. Nalazi se oko 18 km istočno od Yogyakarte na otoku Javi. Sagrađen je oko 850. u vrijeme vladavine Rakai Pikatana, kralja druge Mataram dinastije ili pod vlašću Balitung Maha Sambua za vrijeme Sanjaya dinastije. Ubrzo nakon što je dovršen, hram je napušten i počeo je propadati.
Obnova kompleksa otpočela je 1918. i još nije dovršena. Glavna zgrada dovršena je tek 1953. Najveći problem bio je pronalaženje i točno smještanje prvobitnog građevnog materijala na odgovarajuće mjesto gdje je bilo prije propadanja. Često je materijal bio korišten za gradnju vrlo udaljenih građevina. Tako su ponovo građeni samo oni objekti, za koje je postojalo najmanje 75% prvobitno korištenog kamena, a od mnogih ranijih svetišta danas se ne može vidjeti puno više od temelja. 
Kompleks je jedno od najvećih hinduističkih hramova u jugoistočnoj Aziji. Uvršten je 1991. na UNESCOv popis mjesta svjetske baštine u Aziji. Osobitost im je visoka i šiljasta gradnja, koja je jedna od odlika hinduističkih hramova, kao i strog raspored brojnih pojedinačnih svetišta oko 47 m visoke središnje građevine.
Cijeli kompleks sastoji se od osam glavnih hramova, kao i više od 250 pojedinačnih, manjih hramova koji okružuju glavne. Tri najveća hrama, nazvana Trisakti ("tri sveta mjesta"), posvećena su bogovima Šivi, bogu-razaraču, Višni, bogu-čuvaru i Brahmi, bogu-stvoritelju. To odgovara hinduističkom božanskom trojstvu koje se nalazi u mnogim hinduističkim svetištima, i u Indoneziji.
U krugu od samo nekoliko kilometara od Prambanana nalaze se i drugi hinduistički hramovi koji većim dijelom nisu obnovljeni. Kompleks je bio teško oštećen u snažnom potresu 27. svibnja 2006. Kompleks je bio zatvoren nekoliko tjedana radi točne procjene oštećenja. U kolovozu 2006. Prambanan je ponovo otvoren, ali je iz sigurnosnih razloga neposredna okolina glavnih hramova i dalje zatvorena za posjetitelje.
- Model kompleksa Prambanana u Džakarti
- Prambanan nedugo nakon otkrića 1895.
- Hramski kompleks u magli
- Glavni Šivin hram
- Ramajana ples ispred hrama

## Vanjske poveznice
- Otkriće i povijest  Arhivirana inačica izvorne stranice od 4. veljače 2007. (Wayback Machine) (engl.)
- Galerija fotografija  Arhivirana inačica izvorne stranice od 4. veljače 2012. (Wayback Machine)

|  | Zajednički poslužitelj ima još gradiva o temi Prambanan |